# MIRLET7BHG
MIRLET7BHG‏ (None) هوَ بروتين يُشَفر بواسطة جين MIRLET7BHG في الإنسان.